# فرودگاه هایلند
فرودگاه هایلند (به انگلیسی: Hyland Airport) یک فرودگاه همگانی است که یک باند فرود شن دارد و طول باند آن ۱۰۰۵ متر است. این فرودگاه در کشور کانادا قرار دارد و در ارتفاع ۸۶۳ متری از سطح دریا واقع شده‌است.